# Feliks Kulov
Feliks Sjarsjenbajevitj Kulov (även stavat Felix; ryska: Феликс Шаршенбаевич Кулов), född 29 oktober 1948 i Frunze i Kirgiziska SSR i Sovjetunionen (nu Bisjkek i Kirgizistan ), var Kirgizistans premiärminister från 1 september 2005 fram till sin avgång den 19 december 2006, då han emellertid fortsatte att vara tillförordnad premiärminister fram till 29 januari 2007. 
Efter att ha varit säkerhetsminister under den förre presidenten Askar Akajev åren 1994 till 1997 blev han en av oppositionsledarna i parlamentsvalet år 2000. Det förekom omfattande valfusk och mutor till Askar Akajevs fördel vilket föranledde att Feliks Kulov tillsammans med den övriga oppositionen protesterade. De fick stöd av valobservatörer från OSSE (Organisationen för säkerhet och samarbete i Europa) som bekräftade valfusket. Protesterna resulterade i att Kulov och en annan oppositionsledare greps och åtalades. Kulov friades i den lägsta instansen men domen överklagades och det ledde till att han dömdes till sju års fängelse, en dom som dock aldrig verkställdes. Inför valet 2005 valde Kulov att inte ställa upp som presidentkandidat som först var tänkt för att nuvarande president Kurmanbek Bakijev skulle vinna istället för Akajev. I gengäld tillsatte Bakijev Kulov som premiärminister.
Den 19 december 2006 avgick Kulov som premiärminister, men återinsattes omedelbart av presidenten såsom tillförordnad premiärminister. Då landets parlament den 26 januari 2007 avslagit president Bakijevs omnominering av Kulov att återigen bli premiärminister ersattes denne på posten av den tidigare jordbruksministern Azim Isabekov den 29 januari.